# Mount Terrazas
Mount Terrazas – szczyt w Latady Mountains w południowo-wschodniej Ziemi Palmera w południowej części Półwyspu Antarktycznego na Antarktydzie, o wysokości około 1000 m n.p.m.
Mount Terrazas leży ok. 16 km na zachód od Mount Austin. Sfotografowany z lotu ptaka w latach 1961–1967 i zmapowany przez United States Geological Survey. Nazwany na cześć Rudolpha D. Terrazasa, budowniczego w stacji antarktycznej Amundsen-Scott zimą 1967 roku. 